# Heritage
Heritage är det svenska bandet Opeths tionde studioalbum. Det släpptes den 14 september 2011 i Japan, den 16 september i Europa, den 19 september i Storbritannien och den 20 september i USA. Albumet spelades in i början av 2011 i Atlantis Studios (tidigare Metronome Studios) i Stockholm. Det spelades in av Jens Bogren, som också medverkade vid inspelningen av Opeths skivor Ghost Reveries och Watershed. Albumet mixades av Opeths frontman Mikael Åkerfeldt tillsammans med Steven Wilson, som samarbetat med bandet vid ett antal tidigare inspelningar. Det är producerat av Åkerfeldt och mastrat av Peter Mew. Omslaget till Heritage designades av Travis Smith, och är baserat på en dröm Åkerfeldt hade.
Mikael Åkerfeldt skrev största delen av albumet själv. Låten "Pyre" skrev han tillsammans med gitarristen Fredrik Åkesson. Till en början skrev Åkerfeldt två låtar i samma stil som Watershed, bandets föregående skiva, som han spelade upp för basisten Martin Mendez. Mendez gillade dem inte, och även Åkerfeldt kände att de inte var den sorts musik han ville höra, så han slängde dem och började om. Nästa låt han skrev var helt annorlunda, och den var den första att hamna på albumet.
Bandet beskriver Heritage som annorlunda än Opeths tidigare album. Åkerfeldt tycker att ingen enskild låt representerar hela albumet, de har samtliga en egen identitet. Låten "Slither" är en hyllning till Ronnie James Dio, medan låten "Heritage" är inspirerad av jazzpianisten Jan Johanssons album Jazz på svenska. Heritage är Opeths sista album med keyboardisten Per Wiberg, som lämnade bandet efter inspelningen. Wiberg har på Opeths konserter ersatts av Joakim Svalberg, som också spelar låten "Heritage" på albumet.

## Bakgrund och inspelning

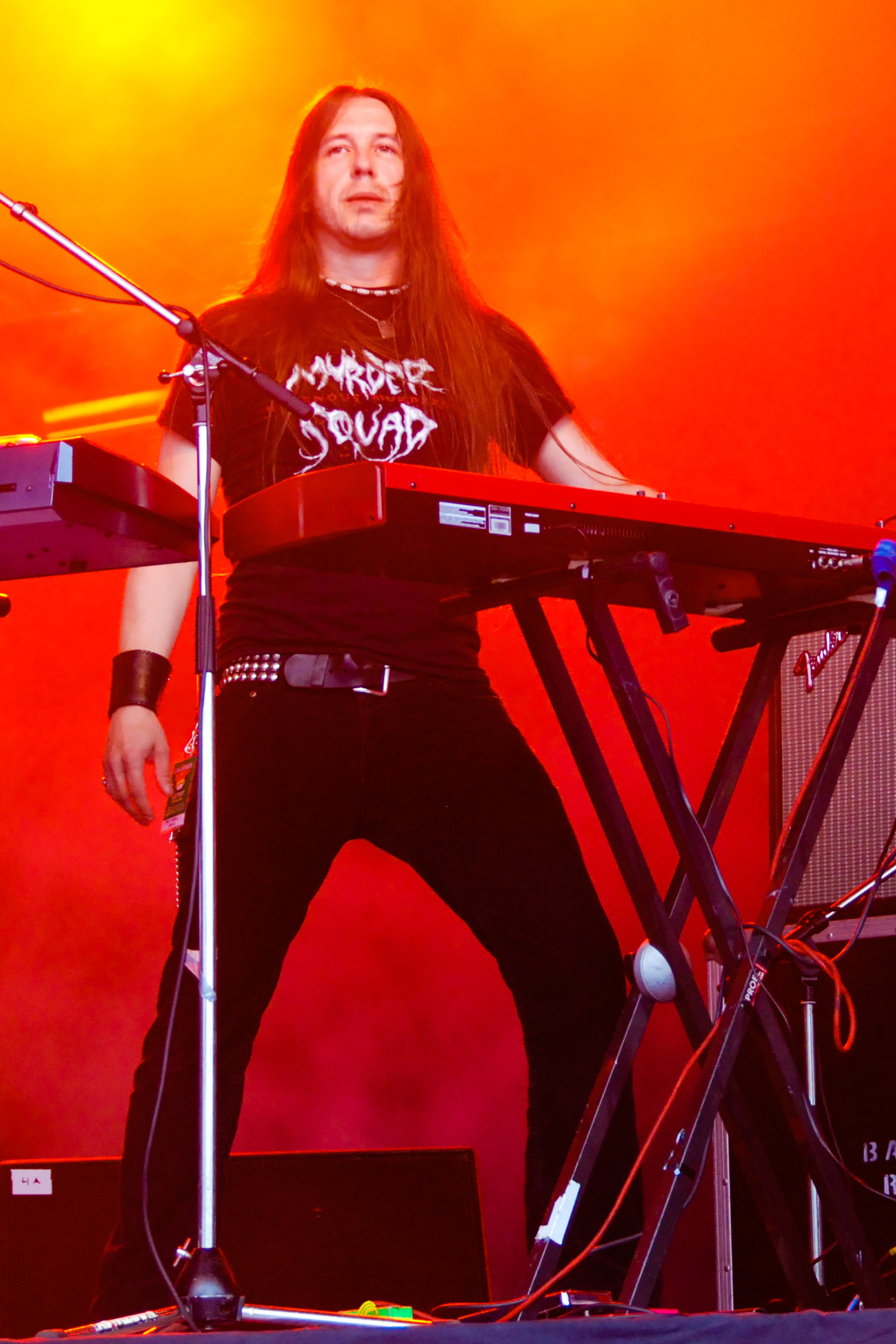
Heritage är Opeths sista album med keyboardisten Per Wiberg.

Den 1 december 2010 meddelade Opeth att de kommer att påbörja inspelningen av sitt tionde studioalbum den 31 januari 2011 i Atlantis Studios (tidigare Metronome Studios) i Stockholm. De avslöjade att skivan kommer att spelas in av Jens Bogren, som också medverkade vid inspelningen av skivorna Ghost Reveries och Watershed. Steven Wilson, som tidigare samarbetat med Opeth vid inspelningarna av skivorna Blackwater Park, Deliverance och Damnation, angavs som skivans producent. Frontmannen Mikael Åkerfeldt skrev först två låtar i samma stil som Opeths förra skiva, Watershed, som han spelade upp för bandets basist, Martin Mendez. Mendez gillade inte låtarna, och Åkerfeldt tyckte att de visserligen var bra men de var inte den sorts musik han ville höra. Därför slängde han de två låtarna och började om. Nästa låt han skrev, "The Lines in My Hand", var helt annorlunda. Den var den första låten som hamnade på det nya albumet. Åkerfeldt skrev i princip hela albumet själv, vilket tog ungefär fyra-fem månader. Låten "Pyre" skrev Åkerfeldt tillsammans med bandets gitarrist Fredrik Åkesson. Åkesson hade även några andra låtidéer som han spelade upp för Åkerfeldt. Dessa passade dock inte in på albumet; de var alltför lika det som Opeth redan hade gjort. Inspelningen av albumet tog ungefär en månad. Vid inspelningen spelade bandet in trummor och elbas live tillsammans i studion. Bandets trummis Martin Axenrot och basist Martin Mendez hade repeterat låtarna under ett halvårs tid innan de gick in i studion.
Den 25 maj 2011 avslöjades det att det nya albumet kommer att ha titeln Heritage, och att det kommer att släppas av Roadrunner Records i september samma år. En bild på skivans omslag offentliggjordes den 1 juni. Det berättades att omslaget har designats av Travis Smith, som designat flera av Opeths tidigare skivomslag. Åkerfeldt gjorde följande uttalande:
| ” | Det kommer att bli vår tionde skiva/iakttagelse. Jag gillar den; det gör vi allihop. Faktum är att det känns som om jag har förberett mig för att skriva och spela in ett sådant här album sedan jag var 19. Den är bitvis rätt intensiv på något 'gammalt' mörkt sätt, och bitvis rätt vacker och stark, om jag får säga det själv. Det är klart att jag kommer att säga snälla saker om den eftersom jag skrev i stort sett hela skivan, men jag antar att en del kommer att höja på ögonbrynen, det krävs att man har lärt sig att gilla den här typen av musik. Jag tror att ni kommer behöva ha en något djupare förståelse av vår musik som en helhet för att kunna uppskatta den här skivan. Jag har insett att min inspiration till den här skivan är så pass varierad att jag inte riktigt kan säga vad den låter som. Om jag skulle jämföra den med något annat band måste det bli Opeth, men den är annorlunda än det vi gjort förut. Jag har lyssnat en hel del på Alice Cooper det senaste året, men jag kan inte påstå att den låter som 'No More Mr. Nice Guy'. Jag hoppas att ni kommer att gilla den när ni väl hör den. | „ |

I april 2011, efter att inspelningen av albumet var färdig, meddelade Opeth att keyboardisten Per Wiberg lämnar bandet och att Heritage kommer att vara Wibergs sista album med Opeth. På konserter har Wiberg ersatts av keyboardisten Joakim Svalberg, som också spelar det första spåret, "Heritage", på skivan.

## Utgivning
Den 26 juli 2011 lades låten "The Devil's Orchard" upp för förhandslyssning på musikbloggen Stereogums hemsida. Mikael Åkerfeldt ville egentligen helst inte släppa någon enskild sång från albumet innan hela albumet släpptes. Han vill att lyssnarnas första intryck av låtarna på skivan ska vara som en del av albumet. Opeth kommer inte att spela någon av låtarna från Heritage innan albumets utgivning, eftersom de inte vill att dåliga inspelningar av låtarna ska hamna på Youtube före albumet släpps.
Heritage kommer att släppas den 14 september i Japan, den 16 september i Europa, den 19 september i Storbritannien och den 20 september 2011 i USA. Albumet är inspelat av Jens Bogren, producerat av Mikael Åkerfeldt, mixat av Steven Wilson och Åkerfeldt, och mastrat av Peter Mew.
Heritage kommer att ges ut i ett antal olika utgåvor:
- En standardutgåva med tio spår.[15]
- En specialutgåva med ett 32 sidor långt häfte om albumets tillkomst.[16]
- En specialutgåva med en extra DVD med bonusspåren "Pyre" och "Face in the Snow", hela albumet i 5.1 surroundljud och en dokumentär om albumets tillkomst, samt ett kort som gör att man kan ladda ner bonusspåren.[17]
- En specialutgåva med ett häfte om albumets tillkomst, en extra DVD och ett kort som gör att man kan ladda ner bonusspåren.[18]
- En specialutgåva med ett häfte om albumets tillkomst, en extra DVD, ett kort som gör att man kan ladda ner bonusspåren och ett mynt med Opeths logga och graveringen "Heritage MMXI – United States of Opeth – In Prog We Trust".[19]
- En deluxeutgåva med hela albumet på två LP-skivor, bonusspåren på en 7-tums vinylskiva, hela albumet på CD, medföljande DVD, litografi av albumomslaget, ett 16 sidor långt häfte med bilder, vykort med bilder på bandmedlemmarna och en digital nedladdning av skivan dagen före dess utgivningsdatum.[20]

## Stil

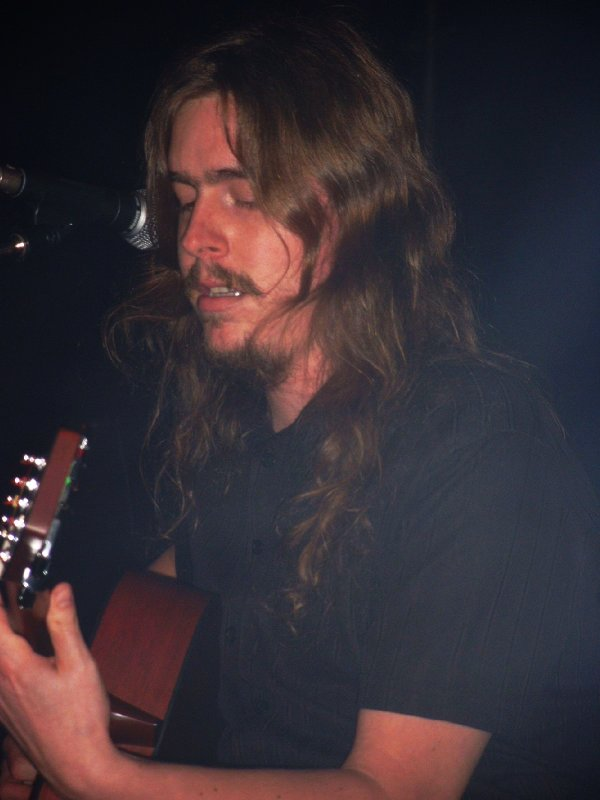
Frontmannen Mikael Åkerfeldt skrev största delen av Heritage.

Mikael Åkerfeldt berättar i en intervju att han ville att albumet skulle låta annorlunda. Han anser att varje album Opeth spelat in har avspeglat den typ av musik de gillat vid tiden för dess inspelning. De har hela tiden försökt skriva den musik de vill lyssna på, och Heritage är inget undantag. Åkerfeldt tycker att låtarna på skivan är "överallt", och att varje låt har sin egen identitet. Ingen enskild låt på albumet är representativ för hela skivan. Inspirationen till Heritage kommer bland annat från folkmusik, progressiv rock, jazz, fusionartister som Herbie Hancock och Weather Report (vars slagverkare Alex Acuña medverkar på skivan) och rockband som Pink Floyd. Låten "Slither" är något av en hyllning till sångaren Ronnie James Dio; arbetstiteln på låten var "Kill the Queen". "The Lines in My Hand", den första låten Åkerfeldt skrev till albumet, är uppbyggd kring ett trumkomp som inspirerats av banden Captain Beyond och The Hives. Albumet har två instrumentala låtar: "Heritage" och "The Marrow of the Earth". Åkerfeldt tycker att "Heritage" är ett självklart öppningsspår, och att låten sätter an tonen för resten av albumet. Den är inspirerad av jazzpianisten Jan Johanssons album Jazz på svenska.
Fredrik Åkesson beskriver skivan på följande vis: "Heritage har ett unikt ljud, men den är fortfarande väldigt mörk och intensiv och jag tycker att den fortfarande är väldigt mycket Opeth, men annorlunda." I en annan intervju säger han att han tycker att skivans ljud påminner om 70-talets musik. Martin Axenrot menar att albumet annorlunda än Opeths tidigare album, men tycker å andra sidan är varje Opeth-album skiljer sig från föregående album. Även Martin Mendez anser att Heritage skiljer sig från andra Opeth-album. Han älskar albumet och tycker att det känns "ärligt". Heritage kommer inte att innehålla någon growl-sång.

## Omslag
Omslaget till Heritage designades av Travis Smith, som designat alla Opeths albumomslag från och med Still Life. Omslaget är baserat på en dröm som Mikael Åkerfeldt hade. Det föreställer ett träd med bilder på bandmedlemmarna som äpplen i trädet, medan några dödskallar som ligger på marken nedanför trädet symboliserar bandets tidigare medlemmar. Trädets rötter sträcker sig ner i helvetet, vilket symboliserar bandets ockulta death metal-ursprung. Ett äpple faller från trädet. Det är Per Wiberg, som var med i bandet vid inspelningen av albumet men inte längre är med när det släpps. I bakgrunden är en brinnande stad som Åkerfeldt inte vet vad det symboliserar. Fredrik Åkesson tycker att omslaget passar musiken. Det har ett sjuttiotalsstuk, och det är färgglatt men samtidigt mörkt och ondskefullt.

## Låtlista
| Nr  | Titel                   | Längd |
| --- | ----------------------- | ----- |
| 1.  | Heritage                | 2:05  |
| 2.  | The Devil's Orchard     | 6:40  |
| 3.  | I Feel the Dark         | 6:40  |
| 4.  | Slither                 | 4:03  |
| 5.  | Nepenthe                | 5:40  |
| 6.  | Häxprocess              | 6:57  |
| 7.  | Famine                  | 8:32  |
| 8.  | The Lines in My Hand    | 3:49  |
| 9.  | Folklore                | 8:19  |
| 10. | The Marrow of the Earth | 4:19  |

Källa

## Medverkande
Opeth
- Mikael Åkerfeldt – sång, gitarr
- Fredrik Åkesson – gitarr
- Martin Mendez – elbas
- Per Wiberg – klaviatur
- Martin Axenrot – trummor, slagverk

Övriga musiker
- Alex Acuña – slagverk
- Björn J:son Lindh – tvärflöjt
- Joakim Svalberg – klaviatur

Produktion
- Producerad av Mikael Åkerfeldt
- Inspelad av Jens Bogren
- Mixad av Mikael Åkerfeldt och Steven Wilson
- Mastrad av Peter Mew
- Omslag av Travis Smith

Källa